# 亚伯拉罕·夏普
亚伯拉罕·夏普（英語：Abraham Sharp；1653年—1742年7月18日），英国数学家和天文学家。

## 传记
夏普出生于布拉德福德镇利特霍顿的霍顿大厅，是富商约翰·夏普和玛丽（娘家姓克拉克森）·夏普的儿子，曾就读于布拉德福德文法学校（Bradford Grammar School）。

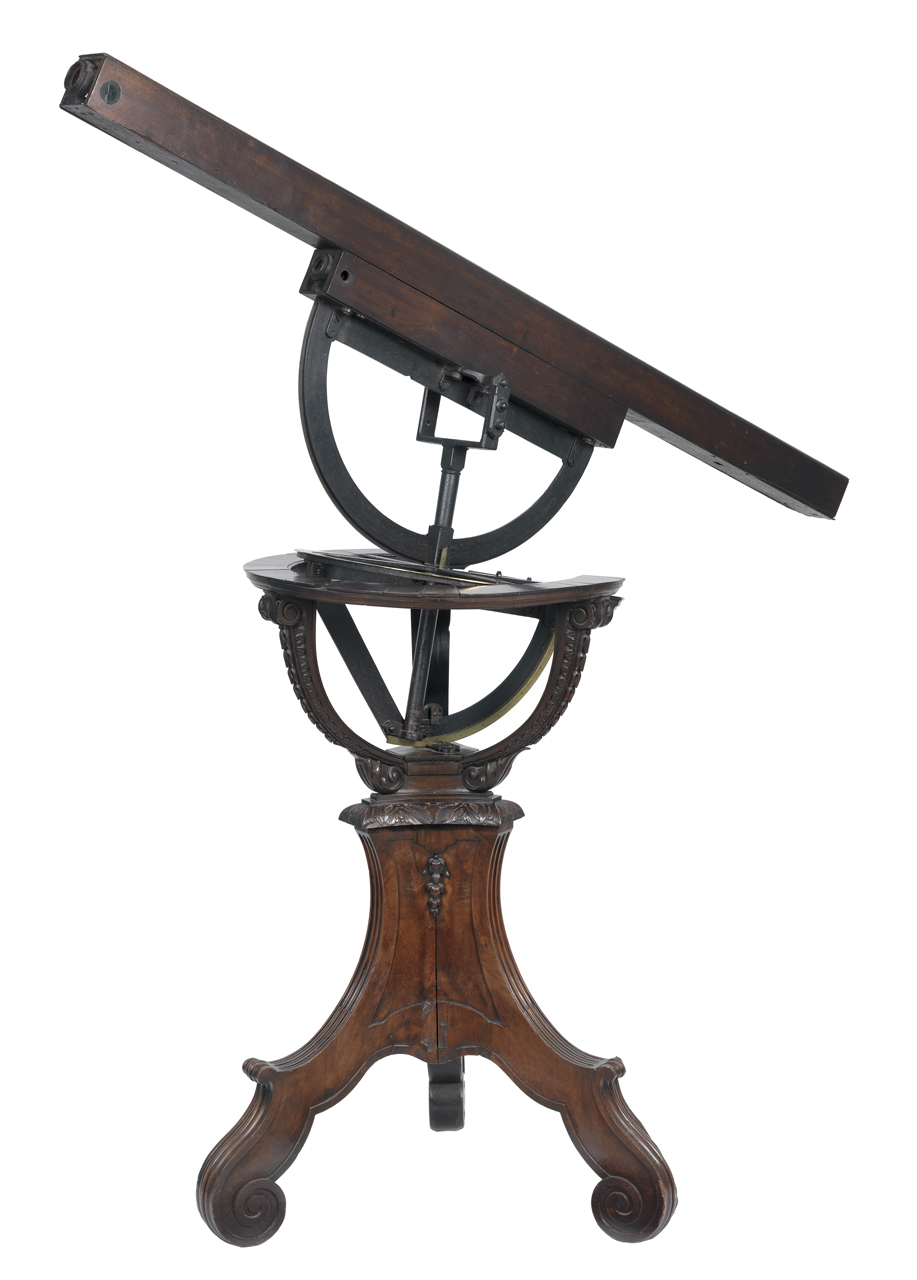
亚伯拉罕·夏普的木制望远镜

1669年前，夏普曾在当地当过商店学徒、在伦敦做过会计并担任过利物浦一所小学的校长。他深厚的数学和天文知识吸引弗拉姆斯蒂德的注意，后通过弗拉姆斯蒂德，夏普在1688年受邀进入格林尼治皇家天文台。在那里，他所做的最出色工作，就是改善了仪器设备、展现了高超计算技巧，发表了《几何的改进》（Geometry Improved）和对数表。
夏普利用反三角函数序列将圆周率计算到小数点后72位，直止1706年約翰·梅欽计算出小数点后100位的圆周率前，他一直保持了该记录的领先
1694年他回到了利特霍顿，当时正值最大的星图-弗拉姆斯蒂德星图（Atlas Coelestis）出版，该星图包含了26幅在格林尼治可看到的主要星座图和两幅由夏普设计的活动星图。
夏普于1742年在利特霍顿去世，一生从未结婚。他是科学仪器制造商杰西·拉姆斯登的叔祖父。
在布拉德福德大教堂的一块纪念牌上，用拉丁文写着“他是同时代中最有成就的数学家之一。他与和他同样声誉非凡的伟人享受着永恒的友谊，特别是弗拉姆斯蒂德和杰出的牛顿...。
月球上的夏普陨石坑就是以他的名字命名。

## 参引
1. ↑  .   [2011-03-14]. （原始内容存档于2019-11-09）.
2. ↑  贝克曼, 切赫. . 纽约: 圣马丁出版社. 1971: 102. ISBN 0-312-38185-9.
3. ↑  琳达·霍尔图书馆 (编). .   [2011-05-12]. （原始内容存档于2011-09-27）.
4. ↑  达维德·内里. .   [2011-05-08]. （原始内容存档于2011-08-24）.
5. ↑  梅尔莫尔, S. . 天文台. 1938, 61: 248–250. Bibcode:1938Obs....61..248M.

## 延伸阅读
- 卡德沃思，威廉. . 伦敦: Sampson Low, Marston, Searle and Livington, Ltd. 1889.
- 康纳，伊丽莎白. . 太平洋天文学会出版. 1942, 54: 237–243. Bibcode:1942PASP...54..237C. doi:10.1086/125455.